# Rhinella arunco
Rhinella arunco és una espècie de gripau pertanyent a la família Bufonidae. És endèmica de Xile. El seu hàbitat natural són les zones d'arbustos, rius, rierols, pantans d'aigua dolça, estanys, estanys d'aqüicultura, excavacions obertes i les terres de regadiu.